# Sumba- och sumbawaponny
Sumbaponnyn och Sumbawaponnyn är två hästraser av ponnytyp som utvecklats på öarna Sumba och Sumbawa i Indonesien. De två ponnyerna är egentligen en och samma hästras men de kallas olika beroende på vilken ö de lever på. Ponnyerna är små men kan bära vuxna män på upp till 100 kg på ryggen och på öarna kan man under speciella ritualer och festligheter se de små ponnyerna dansa till musik med klockor eller bjällror spända på benen. 

## Historia
Indonesien består av omkring 300 öar som alla har sina egna små primitiva ponnyer, precis som Sumba och Sumbawa, men de andra ponnyerna förädlades med hjälp av arabiska fullblod som de holländska kolonisatörerna hade med sig på 1600-talet. Alla indonesiska ponnyer är troligtvis importerade, med sitt ursprung i den mongoliska vildhästen och även i den europeiska och västasiatiska Tarpanen. Just Sumba och Sumbawa liknar den kinesiska guoxian vilket understyrker teorier om att ponnyer och hästar fördes till Indonesien från Kina, Korea och Mongoliet, troligtvs av koreanska och kinesiska fiskare. 
Av alla de indonesiska ponnyenra är det endast Sumba och Sumbawa som behölls i den form de redan var på grund av deras styrka och uthållighet. De fick sina namn från de öar de bor på och har varit helt rena från influenser i flera hundra år.

## Egenskaper
Sumba och Sumbawa är ponnyer som är sega, starka och uthålliga men de har ändå graciösa rörelser och vid stora ritualer eller fester binder man bjällror vid knäna på ponnyerna som sedan får dansa till trummor medan ägarna dirigerar deras rörelser. En liten pojke kan sitta barbacka på ryggen under uppvisningen. Men under öarnas ryttarlekar så rider vuxna män på dessa ponnyer som med lätthet bär dem runt banorna för att kasta lansar. Männen rider oftast barbacka med träns gjorda av flätat läder och oftast utan bett.  
Till vardags används dessa ponnyer som packdjur eller inom lättare jordbruk och de är populära eftersom de klarar sig på lite foder och kan bära många, många kilon på ryggen. Den är väldigt samarbetsvillig mot människor vilket är ganska ovanligt hos primitiva raser. Sumbaponnyn sägs i genomsnitt vara något lugnare än Sumbawaponnyn.